# Söderköping
Söderköping è una città della Svezia, capoluogo del comune omonimo, nella contea di Östergötland. Ha una popolazione di 6 951 abitanti. Söderköping è, nonostante la sua piccola popolazione, per ragioni storiche normalmente ancora definita una città. Statistiska centralbyrån (Ufficio centrale di statistica), tuttavia, conta come città solo località con più di 10 000 abitanti. Söderköping si trova a circa 15 km a sud-est della città di Norrköping, sulla Strada europea E22.

## Etimologia
Il nome geografico Söderköping deriva dalle parole nordiche sudher (sud) e køpunger o køpinger (luogo di commercio). È anche possibile che Söderköping e Norrköping (Norr per nord) siano correlati, il che significa che Söderköping è il luogo commerciale meridionale. In un testo latino del XIII secolo, Söderköping viene chiamato Sudhercopia.

## Storia
Sigismondo III Vasa divenne re sia della Svezia che della Confederazione polacco-lituana in un'unione personale alla sua elezione al trono svedese nel 1592 tra molte controversie e conflitti religiosi. La riforma protestante e la controriforma cattolica erano in pieno svolgimento creando contrasti ovunque in Europa in quel periodo. Successivamente, nel 1593, firmò un accordo per garantire la libertà religiosa alla maggioranza protestante della Svezia e per calmare le preoccupazioni protestanti in generale da tutte le sette e le agitazioni generate dalla religione nel paese si placarono per un certo periodo una volta che l'accordo entro in vigore, ma è stato rinnovato e rafforzato nel 1594 grazie alle azioni di Sigismondo.
Nel 1595 il Riksdag degli Stati (Riksens ständer) si riunì a Söderköping (di conseguenza a volte noto come Riksdag di Söderköping) ed elesse il duca Carlo IX di Svezia reggente di Svezia al posto del nipote cattolico Sigismondo - sebbene non lo depose formalmente - dato che aveva violato il suo accordo di re eletto e quello del 1593 con il Sinodo di Uppsala ed aveva invece sostenuto misure della controriforma, nominato cattolici ad alte cariche e fondato scuole cattoliche durante questo periodo religiosamente instabile - il tutto in violazione del suo accordo con il Sinodo nel 1593. La rinnovata controversia giunse al culmine nel 1594, con il risultato che il Riksdag mise da parte la sua autorità, e l'intera storia di Sigismondo con la sua rivendicazione sul trono svedese divenne una successione di eventi scatenanti che portarono ai successivi sette decenni di guerra dinastica nota come le Guerre polacco-svedesi. Fu formalmente deposto dai Riksens ständer a Linköping, il 24 febbraio 1600, che dichiararono che aveva abdicato al suo trono. Lo stesso Riksdag approvò l'esecuzione di otto avversari di Carlo IX nella nobiltà svedese (bagno di sangue di Linköping) come alleati del re Sigismondo.
Nell'alto medioevo era il porto più importante della Svezia alla confluenza dei fiumi Storån e Lillån commerciava principalmente con Lubecca le altre città della Lega Anseatica, soprattutto sale, tessuti, burro e birra. Il progressivo insabbiamento, fece sì che dalla fine del XVI secolo il porto non fosse più navigabile per navi più grandi e fine portò alla sua scomparsa come centro commerciale, divenendo sempre meno importante, infatti solo circa 700 persone vivevano in città nel XVIII secolo.
Söderköping si trova all'estremità orientale del canale di Göta, un canale lungo 390 km aperto nel 1832 per collegare Göteborg al Mar Baltico attraverso la navigazione interna. All'inizio del XIX secolo Söderköping divenne una località termale. Lo sviluppo industriale del XIX secolo passò in gran parte da Söderköping.

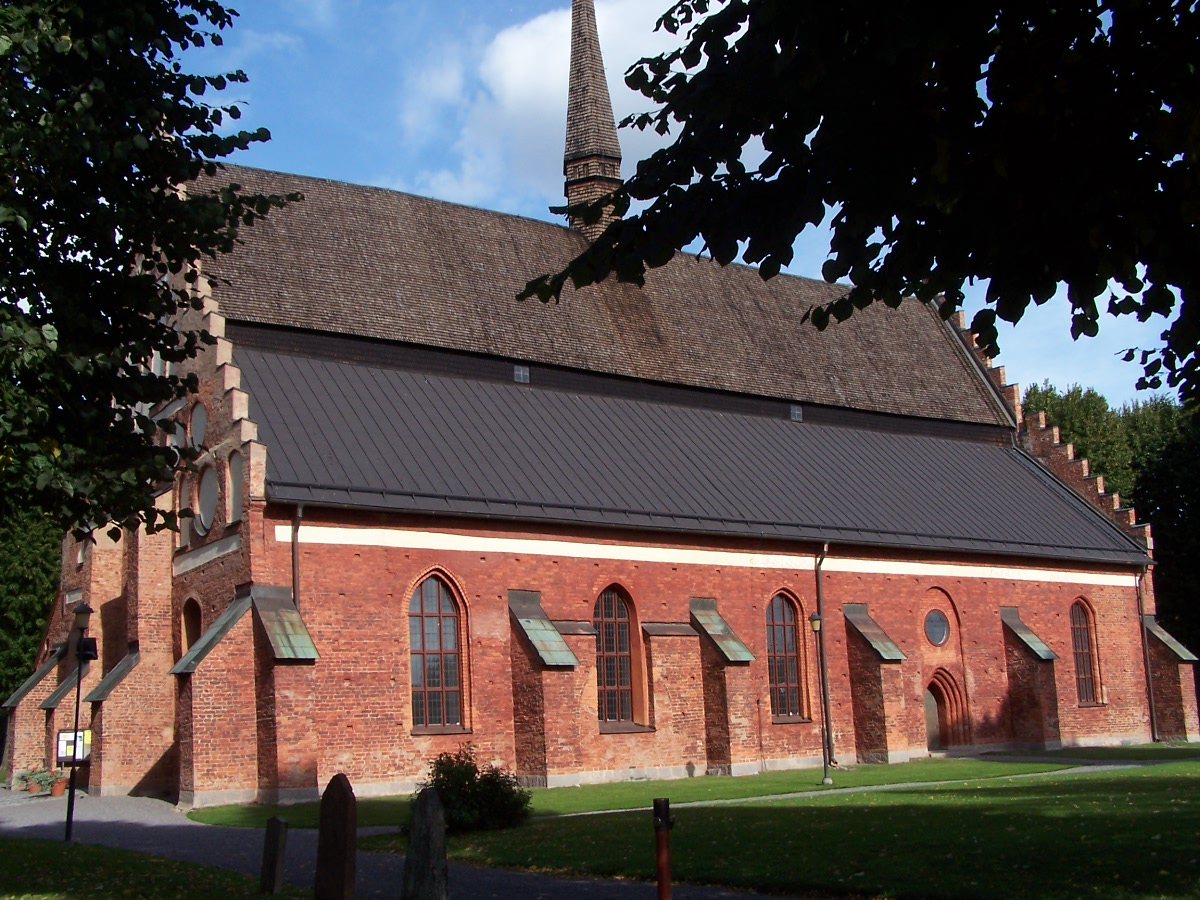
La Chiesa di San Lorenzo è una delle due chiese medievali rimaste a Söderköping e fu sede di due incoronazioni reali durante il Medioevo.

## Cosa visitare
Söderköping è una delle città medievali meglio conservate della Svezia, le case di legno del XVIII e XIX secolo dominano il centro della città e due chiese costruite all'inizio del XIII secolo si trovano vicino al centro della città: la Chiesa di San Lorenzo (S:t Laurentii kyrka) e la Chiesa di Drothem (Drothems kyrka). A sud-est del centro si trovano le terme dell'inizio del XIX secolo, quando Söderköping divenne nota come località termale. Oggi Söderköping è visitata da turisti stranieri che fanno gite in barca sul canale di Göta ed è una destinazione popolare per i residenti della zona. Una gelateria sulle rive del Göta Kanal, Smultronstället, è un'attrazione conosciuta. Molti persone in cerca di avventure si riuniscono a Söderköping poiché diverse vie di arrampicata si trovano proprio nel centro della città e l'arcipelago di Santa Anna è a pochi kilometri di distanza. In autunno ogni anno viene organizzata la Söderköpings gästabud, una festa medievale.

## Economia
Söderköping ha poca industria, formata principalmente da piccole imprese. La città è principalmente un centro di servizi per la regione, ma anche il turismo gioca un ruolo importante. Non solo il centro medievale della città, anche il Canale di Göta e la posizione costiera con i numerosi arcipelaghi contribuiscono a questa vocazione.

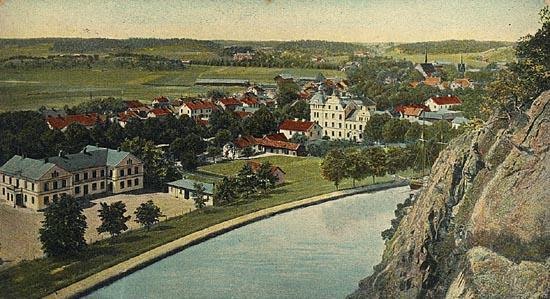
Cartolina postale di Söderköping del 1908.